# Tecnología solar pasiva
La tecnología solar pasiva es el conjunto de técnicas dirigidas al aprovechamiento de la energía solar de forma directa, sin transformarla en otro tipo de energía, para su utilización inmediata o para su almacenamiento sin la necesidad de sistemas mecánicos ni aporte externo de energía, aunque puede ser complementada por ellos, por ejemplo para su regulación.
Las tecnologías que usan bombas o ventiladores consumen una significativa cantidad de energía para su funcionamiento y por ello se clasifican dentro de las tecnologías solares activas. Algunos sistemas solares pasivos pueden, no obstante, consumir una pequeña cantidad de energía necesaria para activar compuertas, relés, interruptores u otros dispositivos que mejorarían el rendimiento de estos sistemas en la recolección, almacenamiento y uso de la energía solar.

## Aplicaciones
La tecnología solar pasiva incluye sistemas con ganancia directa e indirecta para el calentamiento de espacios, sistemas de calentamiento de agua basados en termosifón, el uso de masa térmica y de materiales con cambio de fase para suavizar las oscilaciones de la temperatura del aire, cocinas solares, chimeneas solares para mejorar la ventilación natural y el propio abrigo de la tierra. También incluye otras tecnologías como los hornos solares o las fraguas solares, aunque estos requieren cierto consumo de energía para alinear espejos concentradores o receptores e históricamente no han demostrado ser muy prácticos o rentables para uso extensivo. Esto es relativo a la energía fotovoltaica..

## Beneficios
Los sistemas solares pasivos se caracterizan por requerir poco o ningún coste para realizar su trabajo, muy reducido para su mantenimiento y no emiten gases de efecto invernadero durante su funcionamiento. Esto no impide que haya que seguir trabajando optimizando los sistemas para obtener un mayor rendimiento y beneficio económico.
El ahorro y la eficiencia en el consumo de la energía reducen el tamaño de una instalación (ya sea renovable o convencional) y redunda en un mayor beneficio económico si son criterios que se consideran desde el principio. Las tecnologías solares pasivas ofrecen importantes ahorros, sobre todo en lo que respecta a la calefacción de espacios. Combinadas con tecnologías solares activas, como la energía solar fotovoltaica, pueden convertirse, además, en una excelente fuente de ingresos.

## Arquitectura bioclimática

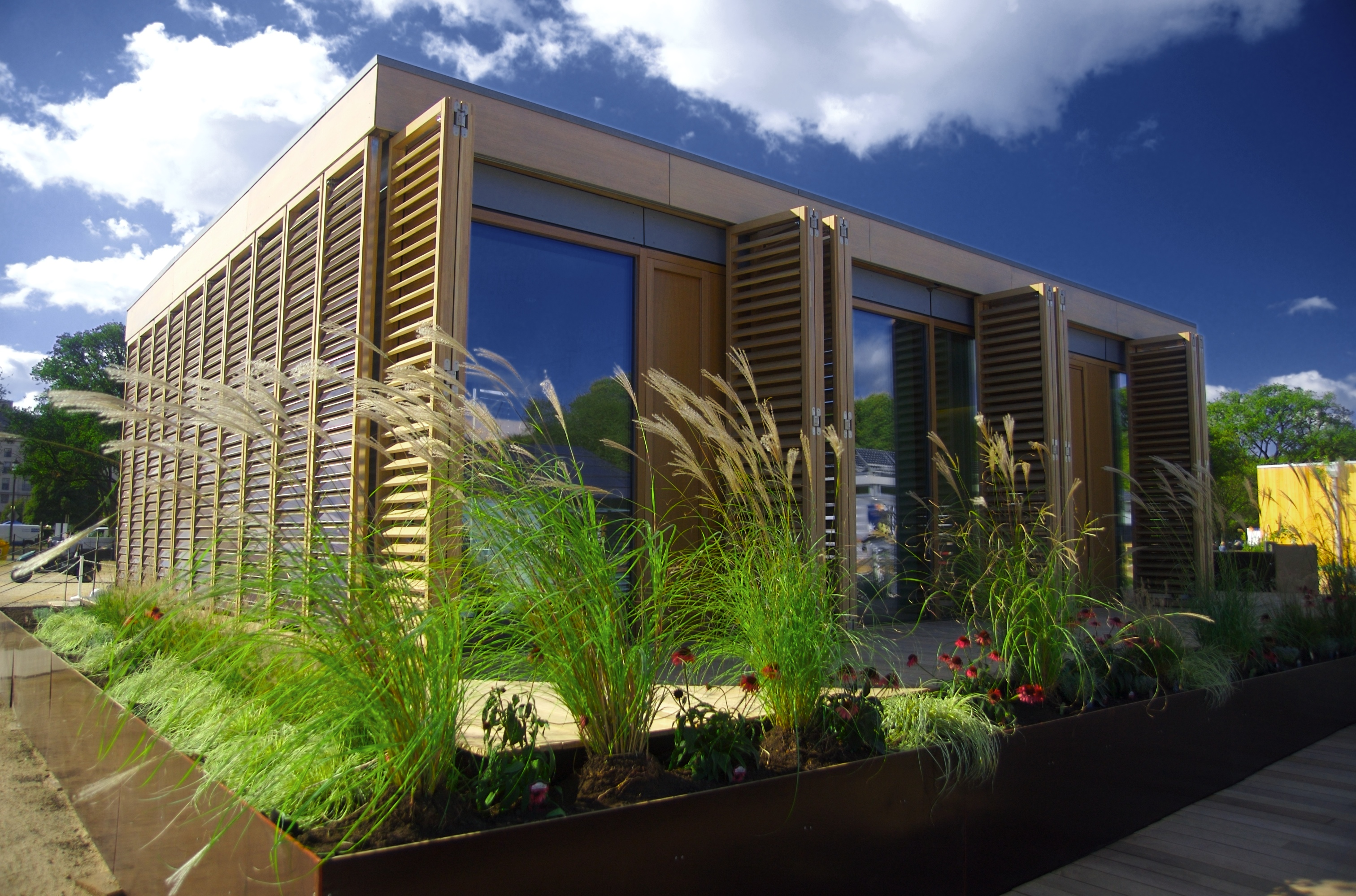
El Instituto de Tecnología de la Universidad de Darmstadt en Alemania ganó la edición de 2007 del Solar Decathlon en Washington D. C. con esta casa con tecnología solar pasiva, diseñada específicamente para climas subtropicales húmedos.

La arquitectura bioclimática es la aplicación de este principio al diseño de edificaciones. La energía no se aprovecha por medio de captadores industrializados, sino que son los propios elementos constructivos los que absorben la energía de día y la redistribuyen por la noche.
Es la forma más antigua de aprovechamiento de la energía solar. Tradicionalmente, y en ausencia de los medios actuales, las construcciones se diseñaron conforme a las particularidades del clima local, aprovechando al máximo los rayos solares en climas fríos, y protegiéndose de ellos en climas cálidos. La revolución industrial acabó con esta tradición, al aparecer nuevos sistemas mecánicos y disponer de energía en abundancia.